# Tori Spelling
Victoria (Tori) Davey Spelling (Beverly Hills, Los Angeles, 16 mei 1973) is een Amerikaanse actrice. Ze is de dochter van producer Aaron Spelling.

## Biografie
Spelling werd geboren als dochter van Aaron en Candy Jean Spelling. Als kind speelde ze in enkele door haar vader geproduceerde televisieseries, waaronder The Love Boat (1977), T.J. Hooker (1982), Hotel (1983) en Saved by the Bell (1989). Ze werd bekend door de rol van Donna Martin in Beverly Hills, 90210, eveneens een door haar vader (mede)geproduceerde serie. Nadat deze gestopt was, speelde ze rollen in enkele films, waaronder in 50 Ways to Leave Your Lover (2004).
Spelling is sinds 7 mei 2006 getrouwd met acteur Dean McDermott. Ze was daarvoor van 2004 tot 2006 gehuwd met Charlie Shanian. In 2007 werd Spelling officieel trouwambtenaar. Bij de bekendmaking van dit feit gaf ze aan vooral homoseksuele koppels te willen gaan trouwen en deze huwelijken te laten zien in haar realitysoap Love-Inn. Deze speelt zich af in en om het hotel dat Spelling samen met haar man uitbaat.